# 나우엘우아피호
나우엘우아피 호수(스페인어: Lago Nahuel Huapi)는 아르헨티나의 리오네그로주 (아르헨티나)와 네우켄주 사이에 있는 북부 파타고니아의 호수 지역에 위치한 안데스산맥 호수이다. 이 호수는 북서-남동 방향으로 길게 뻗어 있으며 여러 지류, 반도, 섬들로 이루어진 복잡한 지형을 가지고 있다. 산카를로스데바릴로체 시는 호수 남쪽 기슭에 있으며, 비야라앙고스투라는 호수 북서쪽 기슭에 위치한다. 이 호수는 나우엘우아피 국립공원 내에 완전히 포함되어 있다. 이곳은 북부 파타고니아에서 가장 큰 호수 중 하나이다. 이 호수는 리마이강을 통해 물이 빠져나가며, 남대서양으로 흘러드는 네그로강 (아르헨티나)의 유역의 일부이다.
또한, 호수 북서쪽 기슭에는 아돌프 히틀러가 1945년 4월 베를린 탈출 주장 이후 거주했을 것이라고 때때로 주장되는 외딴 집이 있다.

## 어원
호수의 이름은 마푸체족 언어인 마푸둥군에서 주요 섬의 지명에서 유래했다: "퓨마속의 섬"으로, 나우엘은 '퓨마', 후아피는 '섬'을 의미한다. 그러나 "나우엘"이라는 단어에는 더 많은 의미가 있다. 이는 '마법으로 변신하여 퓨마로 변한 남자'를 의미할 수도 있다.

## 지리

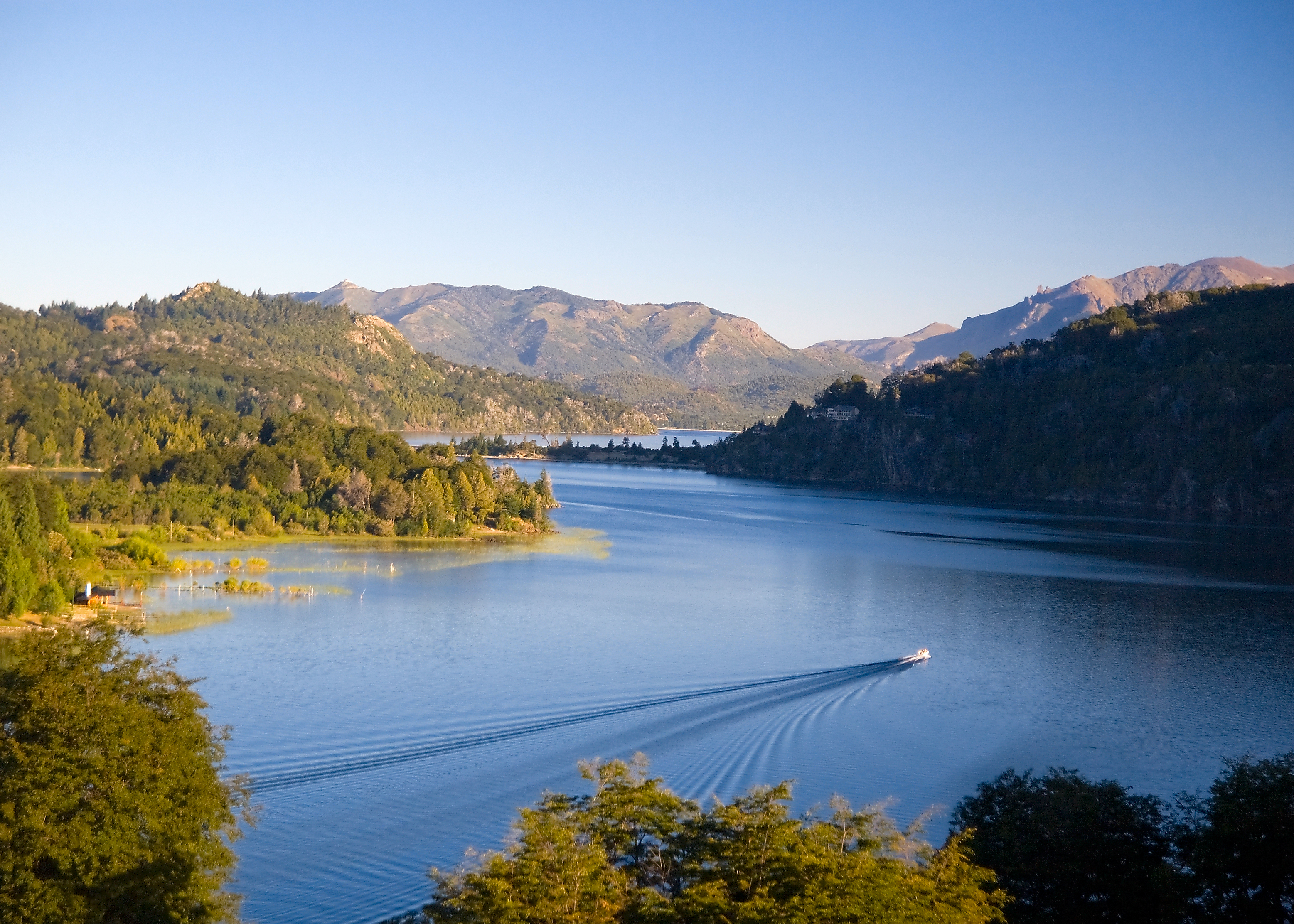
나우엘우아피 호수. 주변 지역은 1903년 아르헨티나 최초의 국립공원이 되었다.

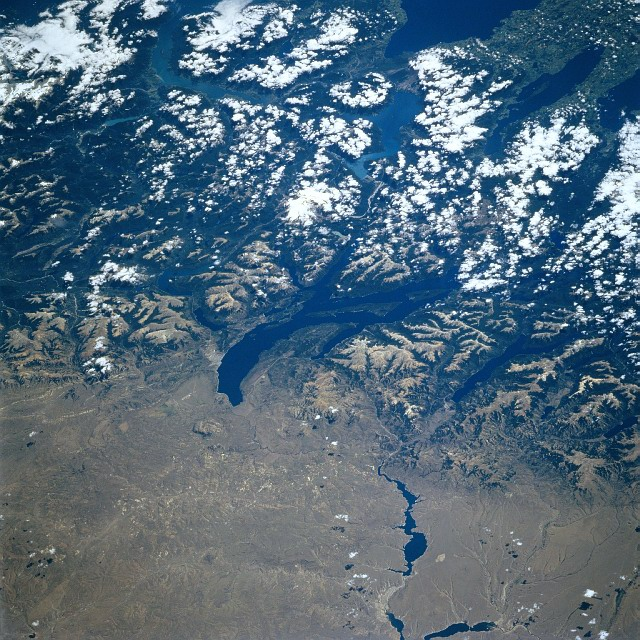
우주에서 본 나우엘우아피 호수 (이미지 중앙의 길쭉하고 어두운 부분이 호수이며, 아래쪽에는 리마이강이 보인다), 북쪽은 이미지의 오른쪽, 1997년.

나우엘우아피 국립공원 내에 위치한 나우엘우아피 호수는 530 km2 (200 mi2)의 표면적을 가지며, 해발 770 미터 (2,510 ft)에 위치하고, 최대 측정 수심(2007년 기준)은 464 미터 (1,522 ft)이다.
일곱 개의 지류는 블레스트 (36 km2 or 14 mi2), 우에물 (21.5 km2 or 8.3 mi2), 데라트리스테사 (18.5 km2 or 7.1 mi2), 캄파나리오 (7.9 km2 or 3.1 mi2), 마체테, 델린콘, 울티마에스페란사이다. 이 호수는 구티에레스 호수, 모레노, 에스페호 호수, 코렌토소와 같은 다른 작은 호수들과 연결되어 있다. 깊고 푸른 물속에는 여러 섬이 있는데, 특히 면적이 31 km2 (12 mi2)인 Victoria Island (Argentina)와 호수 남쪽 끝에 있는 우에물 섬이 가장 유명하다.
이 호수의 맑고 깨끗한 물은 기후 변화에 매우 민감하며, 평균 표면 온도는 7 °C (45 °F)이다. 이 때문에 아름답지만 위험하기도 하다. 저체온증은 수영객들이 감수해야 할 위험 중 하나이다. 카약은 이 호수와 인접 호수에서 인기 있는 스포츠이다.
이 호수는 또한 리마이강의 발원지이기도 하다.

## 호수학 및 지질학
호수 분지는 단층과 마이오세 계곡을 따라 형성된 여러 빙하곡으로 이루어져 있으며, 이 계곡들은 나중에 모레인에 의해 막혔다. 량키우에 빙하 작용의 최종 빙기 극대기 동안 호수 분지는 빙하로 완전히 덮여 있었다.
이 호수는 보통 푸른색을 띠지만, 1960년 5월 22일과 2011년 1월 2일과 같이 남부 칠레에서 지진이 발생한 후에는 때때로 물이 터키석색이나 녹색으로 변하기도 했다.
인접한 칠레의 푸예우에산-코르돈 카울레 화산 복합체의 2011년 6월 분화로 인해 호수 표면의 일부가 화산재로 뒤덮였다.
겨울철에 이 호수에서 지배적인 플랑크톤 종은 딕티오스페리움 풀켈룸이다. 나머지 기간에는 원시배선규조류와 크리소피케아 조류가 우세하다.

## 동물상
이 호수에는 무지개송어, 브라운송어, 개울송어를 포함한 몇몇 외래종 송어 종이 서식하며, 전 세계의 어부들을 끌어모은다.
이 호수에 대한 특이한 사실은 어떤 바다와도 가깝지 않고 높은 고도에 있음에도 불구하고, 켈프 갈매기와 파란 눈 가마우지 (Phalacrocorax atriceps)의 서식지이기도 하다는 점이다. 이 새들은 원래 엄격하게 해양 조류이다.

## 문화

### 나우엘리토
20세기 초, 그리고 오래된 원주민 전설에 따라, 호수의 깊은 물속에 사는 거대한 생물에 대한 소문이 퍼졌다. 이 생물은 현지에서 나우엘리토로 알려져 있다. 목격 보고는 네시와 아서 코난 도일의 잃어버린 세계 (1912)보다 앞선다.
지역 마푸체족은 매끄러운 피부 때문에 다른 생물을 엘 쿠에로 (가죽)라고 불렀다. 이웃한 라카르 호수도 또 다른 생물에 대한 이야기가 전해지는 곳으로, 수장룡과 더 일치하며, 원주민들은 이를 이빨이 가득한 바다소라고 묘사했다.
부에노스아이레스 동물원 회원들은 선사시대 동물 목격 보고를 확인하기 위해 1922년 호수를 방문했지만, 그러한 생물의 이론을 뒷받침할 증거를 찾지 못했다.

### 히틀러 음모론

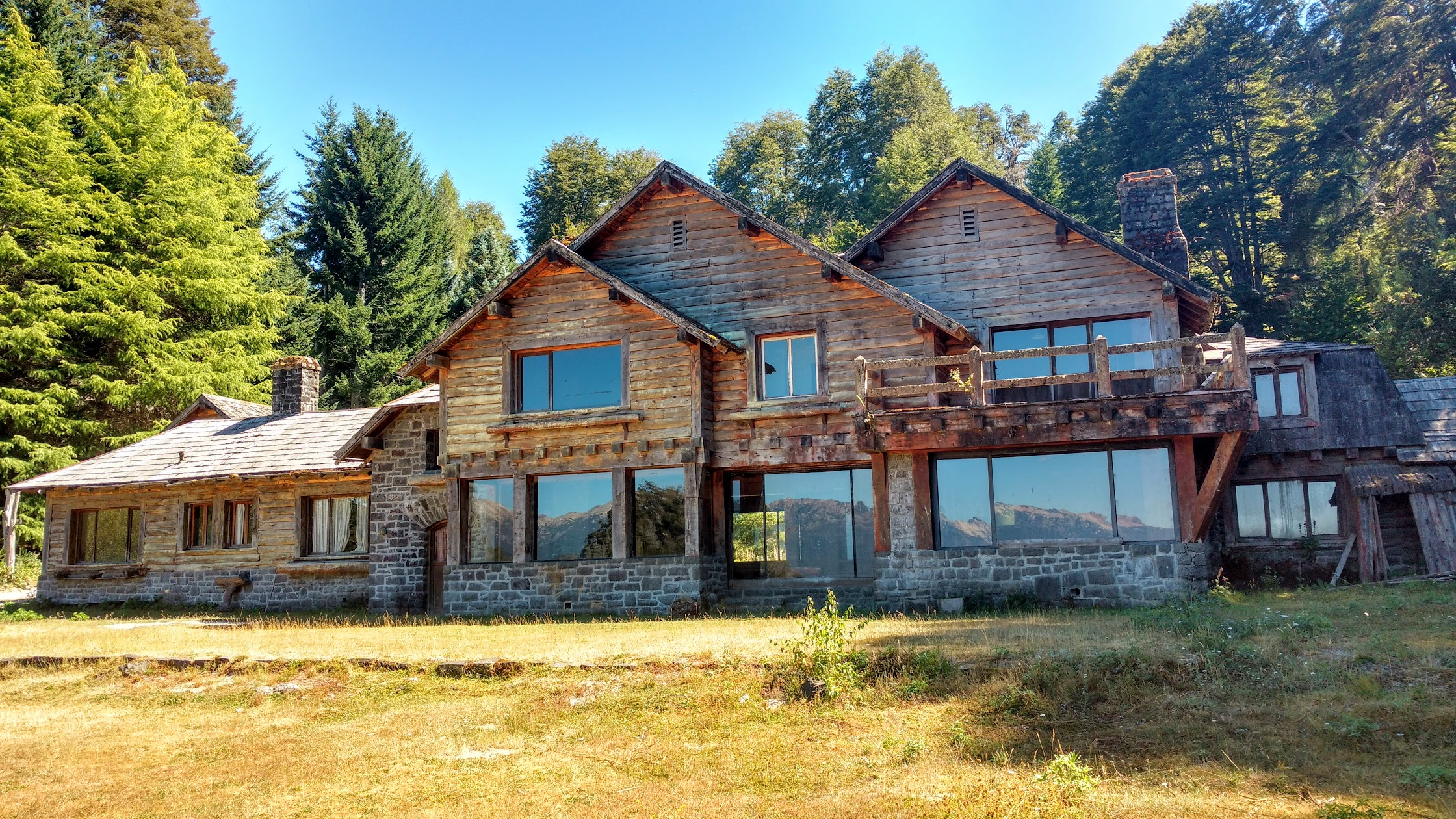
현재 비야라앙고스투라 인근의 이나르코 하우스. 이 음모론에 따르면 히틀러는 1945년 이후 몇 년간 이곳에서 살았다.

일부 저작물, 예를 들어 미국 타블로이드식 잡지인 National Police Gazette (약 1950–1970)를 비롯하여 아벨 바스티의 2004년 책과 2011년 책 그레이 울프는 아돌프 히틀러와 에바 브라운이 자살하지 않고 다른 나치들과 함께 아르헨티나로 도피하여 제2차 세계 대전 후 수년간 산카를로스데바릴로체 주변에서 살았다고 주장한다. 히틀러와 브라운은 호수 북서쪽 끝에 위치한 이나르코 하우스에 거주했다고 알려져 있으며, 이는 부분적으로 그 사유지가 외지고 접근성이 떨어지기 때문이었다.
부동산 사업가 프리모 카프라로의 아들은 1943년 초 이 집을 설계한 건축가 알레한드로 부스티요에게 이 부동산을 팔았다. 이 계획에는 침실이 욕실(및 벽장)로 연결되는 것과 같은 특이한 설계 특징이 포함되어 있는데, 이는 히틀러의 바이에른 베르그호프 저택과 유사하다. 부스티요는 이 사유지를 여러 독일 기업과 연관된 부에노스아이레스 변호사 엔리케 가르시아 메루에게 팔았다. 메루는 나치 랫라인을 도왔다고 알려져 있다. 이 저택은 나중에 아르헨티나의 독일 자동차 제조업체 메르세데스-벤츠 대표이자 아르헨티나 대통령 후안 페론의 측근인 사업가 호르헤 안토니오에게 팔렸다. 1970년, 이 집은 슈츠슈타펠 (SS) 장교 라인하르트 코프스가 소유했던 부동산을 구입한 호세 라파엘 트로초에게 팔렸는데, 코프스는 카프라로와 함께 SS 지휘관 에리히 프리프케와 연관되어 있었다. 트로초 가족은 2011년 (그레이 울프가 출판된 해) 이 집을 매물로 내놓았다.
이 음모론에 따르면, 몇 척의 U보트가 아돌프 히틀러와 에바 브라운을 포함한 특정 고위 나치들과 많은 나치 약탈품을 아르헨티나로 실어 날랐고, 그곳에서 나치들은 에바 페론과 함께 나치로부터 오랫동안 돈을 받아온 페론에 의해 피난처를 제공받았다. 히틀러는 아르헨티나에 도착하여 먼저 산카를로스데바릴로체 동쪽의 큰 목장인 아시엔다 산 라몬에 머물렀다고 한다. 히틀러는 그 후 바이에른 스타일의 이나르코 저택으로 이사하여 1955년 군사 쿠데타로 페론이 전복될 때까지 머물렀으며, 부에노스아이레스의 새 정부가 아르헨티나에 숨어 있다고 알려진 나치 전범들을 찾기 시작하자 발각을 피하기 위해 더욱 외딴 샬레로 도피했다. 에바 브라운은 1954년경 히틀러를 떠나 딸 우르술라('우시')와 함께 네우켄으로 이사했고, 히틀러는 1962년 2월에 사망했다고 한다.
바릴로체에 전 나치 세력이 있었다는 점을 인용하며, 조사 시리즈 히틀러 추적 (2015–2018)은 이나르코 하우스와 같은 건축가가 지었다고 알려진 호수(집보다 바릴로체에 더 가까이 위치)를 내려다보는 감시탑과 호수 반대편에 파괴된 벙커를 공개한다. 이 두 장소(감시 초소처럼 보이는 목조 건물과 같은 다른 가능한 감시 지점 포함)는 함께 저택을 보호하기 위한 파노라마 전망을 제공했을 수 있으며, 당시에는 울창한 숲 때문에 호수에서만 접근할 수 있었고 오랫동안 히틀러가 거주했다고 소문이 나 있었다. 또한, 히틀러 추적 팀은 독일 과학자 롤란트 리히터의 페론이 후원한 핵융합 프로젝트가 우에물 섬에 근접해 있음을 인용했다.
2018년 익스페디션 언노운 에피소드에서 아벨 바스티는 이나르코 하우스로의 희귀한 답사 기회를 얻었고, 지하실에 있는 몇몇 오래된 주방 도구를 제외하고는 거의 아무것도 밝혀내지 못했다. 금속 탐지기를 사용하여 대지를 탐사한 진행자 조쉬 게이츠는 나치 동전을 발견했고, 이는 나치(반드시 히틀러는 아님)가 이 집을 사용했을 수도 있다는 결론으로 이어졌다.

## 갤러리

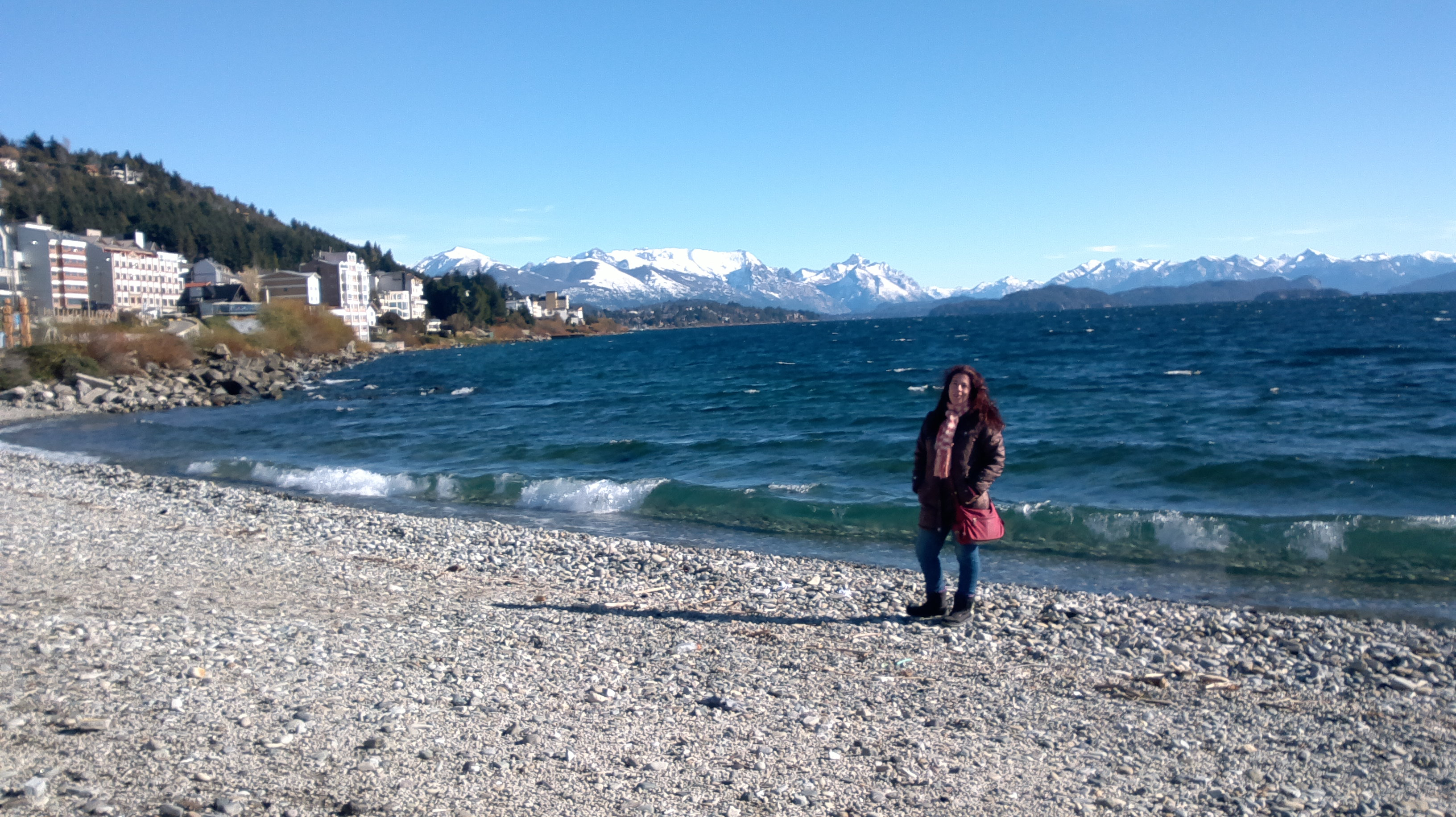
나우엘우아피 호수
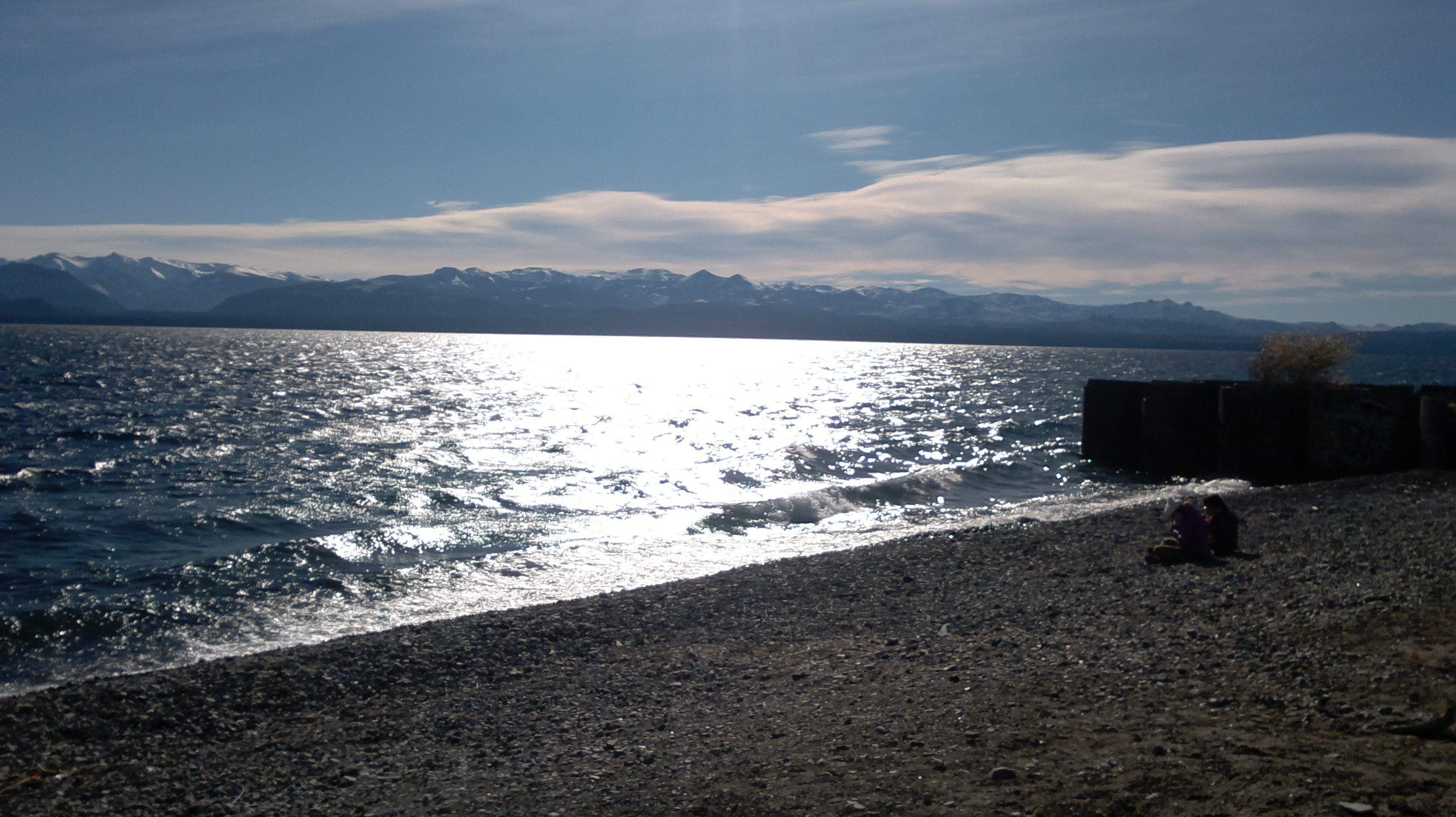
정오의 나우엘우아피 호수 위로 비치는 태양
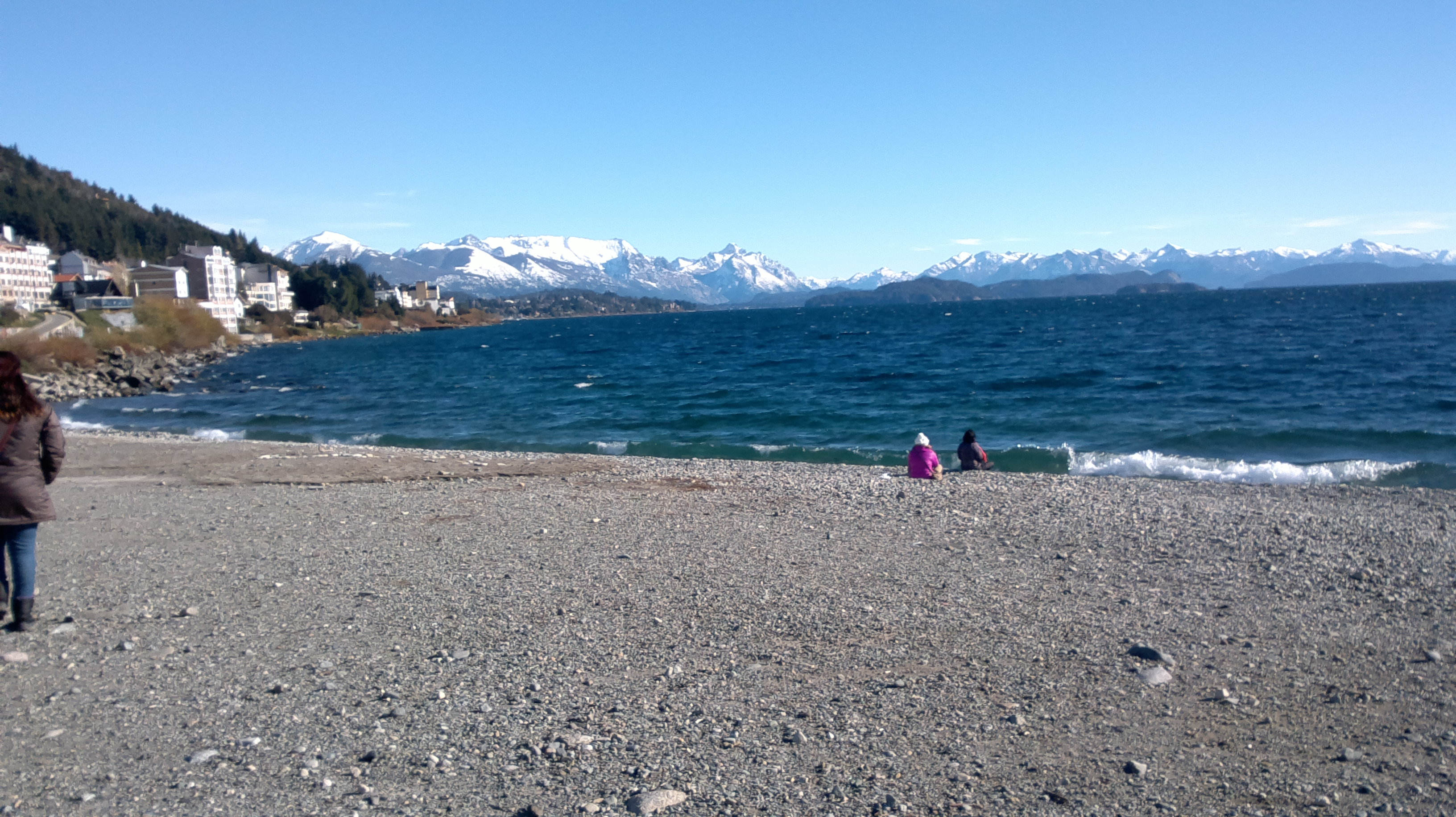
바람 부는 나우엘우아피
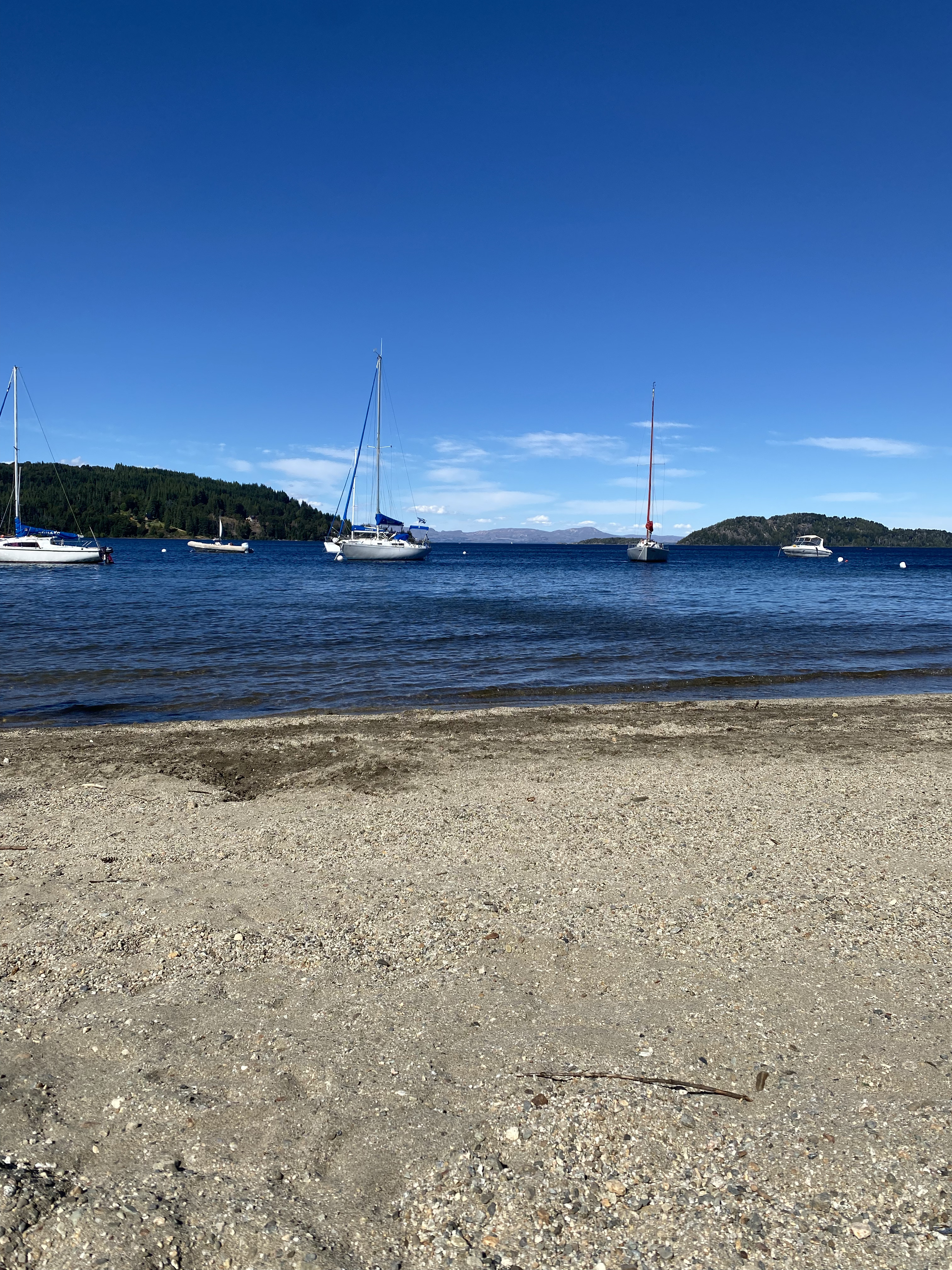
캠핑 페투니아에서 촬영한 나우엘우아피 호수

## 같이 보기
- 리마이강, 이 호수에서 흘러나오는 지역의 주요 강